# Džimara
Džimara (osetsky Джимарайы хох, Džimaraji choch; gruzínsky ჯიმარა, Džimara) je 4780 m vysoká hora na hranici mezi Ruskem (republikou Ruské federace Severní Osetií-Alanií) a Gruzií (kraj Mccheta-Mtianetie), 9 km západně od hory Kazbek, ve východní části Chochského hřbetu, který je součástí bočního hřbetu pohoří Velký Kavkaz.
Po Kazbeku je to druhá nejvyšší hora Severní Osetie-Alanie.
Povodí severního i jižního svahu tvoří řeka Těrek protékající údolím Truso (soutěska) (gruzínsky თრუსოს ხეობა, Trusos cheoba), které odděluje Chochský hřbet od hlavního kavkazského hřebene.